# OGLE-TR-56
OGLE-TR-56, auch bekannt als V5157 Sagittarii, ist ein Sonnensystem in einer Entfernung von rund 1500 Parsec im Sternbild Schütze. Um das Zentralgestirn bewegt sich mindestens ein Exoplanet.

## Zentralstern
OGLE-TR-56 ist ein Stern der Spektralklasse G, das heißt, es handelt sich um einen Stern, der unserer Sonne recht ähnlich ist. Aufgrund der großen Entfernung beträgt seine scheinbare Helligkeit lediglich 16,6 mag.

## Exoplanet
Die Entdeckung des Exoplaneten OGLE-TR-56 b erfolgte im Jahr 2002 durch das polnische OGLE-Team mit Hilfe der Transitmethode. Dabei wird die Änderung der Leuchtkraft des Sterns gemessen, wenn der Planet vor dem Stern vorüberzieht (Transit). OGLE-TR-56 b umkreist sein Zentralgestirn in nur 1 Tag und 5 Stunden, und sein Abstand vom Zentralstern beträgt 0,02 AE (3,4 Mio. km). Dementsprechend dürfte OGLE-TR-56 b der heißeste aller bekannten Planeten sein; seine Temperatur wird auf 5900 K geschätzt und läge damit sogar noch über der Oberflächentemperatur unserer Sonne (5778 K).
Der Planet hat eine Masse von rund 1,3 Jupitermassen und wird als Hot Jupiter klassifiziert. Seine Bahngeschwindigkeit ist mit rund 200 km/s mehr als vier Mal so hoch wie die des Merkur.
Wissenschaftler halten es für möglich, dass sich auf dem Exoplaneten Wolken bilden, in denen sich flüssiges Eisen sammelt und als Eisentröpfchen zu Boden fallen.